# Mollfulleda
Mollfulleda és un conjunt que té una masia com a element principal d'Arbúcies (Selva) inclosa a l'Inventari del Patrimoni Arquitectònic de Catalunya.

## Descripció
Mollfulleda és un conjunt d'edificis format per la casa pairal o masia, coneguda per Mollfulleda de Dalt, les dependències pel bestiar i la casa del masover, anomenada també Mollfulleda de Baix. Es tracta d'un casal pairal fonamentat directament sobre la roca granítica del turó.
L'edifici principal de tot el conjunt, és de planta rectangular, amb planta baixa, dos pisos i golfes. Té teulada amb vessants a laterals i la cornisa amb ràfec d'una filada de rajol. Destaquen les pedres de granit de les cantonades de la casa i les finestres rectangulars amb senzills carreus escairats rectes, de pedra monolítica. Les obertures del primer pis presenten un petit balcó i les dels segon pis una barana de ferro. A les golfes hi ha un ull de bou ovalat que se situa al centre de la façana, a la part superior. Pel que fa a la porta d'entrada, no és rellevant però hi ha una inscripció a la llinda de l'any 1801. Hi ha també el número cinc en una peça de ceràmica. El parament és arrebossat però en algunes parts, sobretot al voltant de les finestres, s'aprecia una senefa geomètrica que antigament deuria decorar la paret amb esgrafiats. També hi trobem un rellotge de sol desdibuixat i a la part inferior, una placa de pedra amb la inscripció: “ Hereus que vindreu practiqueu sempre els manaments de la llei de Déu Any sant 1950. Carlos Garolera”, feta posar pel propietari l'any que la va comprar. Encara pertany a la mateixa família i els masovers que hi viuen, fa més de 80 anys que segueixen la tradició familiar.
Adossat a la part dreta de la casa, hi ha un altre cos de dues plantes i construcció més moderna, que correspondria a les quadres pel bestià. Es troba en molt mal estat. Les finestres són de rajols i el mur no es troba arrebossat. Destaquen els contraforts de la façana lateral. Per la part posterior també hi ha una petita ampliació adossada, de construcció nova, i un cobert.
La masoveria, anomenada també Mollfulleda de Baix, està situada a pocs metres, aprofitant el pendent del terreny, per sota de Mollfulleda de dalt, la qual cosa fa que una part de l'edifici tingui quatre plantes. Fou edificada amb pedra de riera i les obertures són de rajol, fet que denota una època de construcció més moderna, del segle xix. Té un porxo reformat de nou amb bigues de porland i ferro que s'utilitza com a garatge. El parament d'aquest edifici és de carreus vistos.

## Història
En l'acta de consagració de l'església parroquial de Sant Quirze i Julita d'Arbúcies del 923 apareix el topònim mansum Malle Furedo. La següent notícia històrica de què disposem és del 1313 en el capbreu dels Castelldosrius. Més endavant el trobem documentat en els Fogatges de la Batllia de n'Orri de 1497 i 1515.
Al 1571, en el capbreu del benefici de Santa Maria de Palautordera, ens apareix el mas Mollfulleda que comprenia 100 jornals de bous l'extensió. També, documentada en el Cadastre de 1743 i de 1800 i en el llistat de les cases de pagès elaborat pel rector al 1826.
En el padró de 1883 consten habitades les dues masoveries per dues famílies una de 6 i altra de 9 membres. L'any 1940 apareixen igualment dues famílies de 9 i 5 persones cadascuna. Es documenta en el mapa del Montseny de Juli Serra de l'any 1890.
En l'amillarament de 1935 Joan Mollfulleda i Ferrer declara els límits del mas: a orient amb honors del mas Magí de Sant Feliu de Buixalleu, Josep de Ribot i Ramon Agustí, a migdia amb terres delmas Blanc i successors d'Antoni Malaret, a ponent amb terres del mas Riera i a nord amb terrenys del mas Serrahima de Joanet, mas Cortina de Sant Miquel de Cladells.